# Lepthyphantes umbratilis
Lepthyphantes umbratilis là một loài nhện trong họ Linyphiidae.
Loài này thuộc chi Lepthyphantes. Lepthyphantes umbratilis được Eugen von Keyserling miêu tả năm 1886.